# 敬愛なるベートーヴェン
『敬愛なるベートーヴェン』（けいあいなるベートーヴェン、Copying Beethoven）は、2006年のイギリス・ハンガリー合作の映画。交響曲第9番の誕生を背景に、ルートヴィヒ・ヴァン・ベートーヴェンと写譜師の女性アンナ（架空の人物）の交流を描く。
2006年のトロント国際映画祭でワールドプレミアを迎え、同年にイギリスや日本で公開された。

## 概要
本作の10年前に製作された『不滅の恋/ベートーヴェン』では政治や恋愛に翻弄された半生を描いていたが、本作はベートーヴェンが難聴という極限の状態で開花した真の作曲の才能と芸術思想を深く掘り下げて描いている。アンナはベートーヴェンの才能の中で揺れる狂言回しのような役割である。

## キャスト
| 役名                                 | 俳優                 | 日本語吹替 |
| ------------------------------------ | -------------------- | ---------- |
| ルートヴィヒ・ヴァン・ベートーヴェン | エド・ハリス         | 原康義     |
| アンナ・ホルツ                       | ダイアン・クルーガー | 岡寛恵     |
| マルティン・バウアー                 | マシュー・グッド     |            |
| ヴェンツェル・シュレンマー           | ラルフ・ライアック   |            |
| カール・ヴァン・ベートーヴェン       | ジョー・アンダーソン |            |
| ルディー                             | ビル・スチュワート   |            |

## スタッフ
- 監督：アニエスカ・ホランド
- 製作：クリストファー・ウィルキンソン、シドニー・キンメル、マイケル・テイラー、スティーヴン・リヴェル
- 脚本：クリストファー・ウィルキンソン、スティーヴン・リヴェル
- 撮影：アシュレイ・ロウ
- 美術：キャロライン・エイミーズ
- 衣装：ジャイニー・テマイム

本編中、指揮をするシーンはクリストファー・ホグウッドが監修を務めた。日本で公開される字幕スーパー版では、指揮者の佐渡裕とベートーヴェン研究の第一人者である平野昭が監修を行っている。

## 予備知識
アンナ・ホルツは架空の女性だが、ベートーヴェン晩年の作品を写譜した人物の中にはカール・ホルツという似た名前の男性が実在した。ベートーヴェンのお気に入りだった写譜師のヴェンツェル・シュレンマー（1823年没）には妻がいて、やはり写譜を手伝っていた。もうひとり、『第九』の写譜を行ったヴェンツェル・ランプルもアンナのモデルになった。
実際のベートーヴェンは、身長は165cm前後と当時の西洋人としては中背ながら、筋肉質のがっしりとした体格をしていた。肌は浅黒く、天然痘の瘢痕があったとされるが、肖像画や銅像、ライフマスクや近年明らかとなった多彩な女性関係などから容貌は美男とは言えないものの、さほど悪くなかったのではないかと思われる。表情豊かで生き生きした眼差しが人々に強い印象を与え多くの崇拝者がいた。